# Biduanda javanica
Biduanda javanica är en fjärilsart som beskrevs av Lambertus Johannes Toxopeus 1932. Biduanda javanica ingår i släktet Biduanda och familjen juvelvingar. Inga underarter finns listade i Catalogue of Life.